# Grijskeelboszanger
De grijskeelboszanger (Phylloscopus maculipennis) is een zangvogel uit de familie Phylloscopidae.

## Verspreiding en leefgebied
Deze soort komt voor in Bhutan, China, India, Laos, Myanmar, Nepal, Pakistan, Thailand en Vietnam en telt 2 ondersoorten:
- P. m. virens: noordelijk India.
- P. m. maculipennis: van de centrale en oostelijke Himalaya tot zuidelijk China en Indochina.